# Turystyczna (Lublin)
Turystyczna (česky Turistická) je ulice nacházející se ve městě Lublin na východě Polska. Začíná křižovatkou ulic Mełgiewska a Emmanuela Grafa (na místě styku městských částí Kalinowszczyzna, Tatary a Hajdów-Zadębie) a vede až na hranici města k obci Wólka. Je dlouhá 3 km a vede podél největší lublinské řeky Bystrzyce. Je po ní vedená silnice první třídy č. 82 vedoucí do Włodawy a křižuje se s ní železniční trať Łuków–Lublin, na které byla přímo vedle železničního přejezdu v roce 2013 postavena železniční zastávka Lublin Zadębie.
Ulice Turystyczna slouží především jako dopravní tepna a komerční zóna, nachází se zde například bývalý hostinec Budzyń, hypermarket E.Leclerc, autorizovaný prodejce automobilů značky Ford nebo například sídlo Správy silnic Lublinského vojvodství.

## Městská doprava
Ulicí Turystyczna jsou vedeny následující autobusové linky MHD Lublin:
- celou ulicí: 2, 22[1]
- částí ulice: 57[2]